# VTT cross-country masculin aux Jeux olympiques d'été de 2024
Cet article traite de l'épreuve masculine. Pour la compétition féminine, voir VTT cross-country féminin aux Jeux olympiques d'été de 2024.
Navigation
Tokyo 2020 Los Angeles 2028
Le VTT cross-country masculin, épreuve des Jeux olympiques d'été de 2024, a lieu le 29 juillet 2024 sur la colline d'Élancourt, à une trentaine de kilomètres de Paris. 

## Médaillés
| Or                | Argent                | Bronze              |
| Tom Pidcock (GBR) | Victor Koretzky (FRA) | Alan Hatherly (RSA) |

## Parcours
La compétition se déroule sur la colline d'Élancourt, dans la commune du même nom, dans le département des Yvelines, à 41 km du village olympique. Il s'agit d'un site entièrement artificiel culminant à 231 m d'altitude.
En septembre 2023, une épreuve test est organisée sur le lieu du site. Elle est remportée par le Français Victor Koretzky. Le parcours, sur lequel plusieurs tours sont effectués, est long de 4,4 km et compte 110 mètres de dénivelé.
Lors des Jeux olympiques, 8 tours de 4,4 km sont à parcourir soit une distance totale de 35,2 km.

## Qualification
La qualification pour cette compétition repose principalement sur les classements mondiaux UCI par nations ainsi que sur les résultats des championnats du monde de VTT 2023 et des championnats continentaux de la même année. Une wildcard a été attribuée à Romano Püntener du Liechtenstein.

## Favoris
Le grand favori est le Britannique Tom Pidcock, vainqueur aux Jeux de Tokyo et champion du monde en titre. Il a remporté les trois courses de cross-country olympique qu'il a disputé en 2024.
Ses principaux adversaires sont les Suisses Nino Schurter (sacré en 2016 et déjà triple médaillé sur l'épreuve) et Mathias Flückiger, ainsi que le Français Victor Koretzky.
Les autres coureurs cités sont le Sud-Africain Alan Hatherly, l'Allemand Luca Schwarzbauer, le Néo-Zélandais Samuel Gaze, l'Américain Christopher Blevins, le Danois Simon Andreassen, ainsi que le Français Jordan Sarrou.

## Résultats
| Rang                                | Cycliste             | Pays             | Temps           | Diff.        |
| ----------------------------------- | -------------------- | ---------------- | --------------- | ------------ |
| Médaille d'or, Jeux olympiques      | Tom Pidcock          | Grande-Bretagne  | 1 h 26 min 22 s |              |
| Médaille d'argent, Jeux olympiques  | Victor Koretzky      | France           | 1 h 26 min 31 s | + 9 s        |
| Médaille de bronze, Jeux olympiques | Alan Hatherly        | Afrique du Sud   | 1 h 26 min 33 s | + 11 s       |
| 4                                   | Luca Braidot         | Italie           | 1 h 26 min 56 s | + 34 s       |
| 5                                   | Mathias Flückiger    | Suisse           | 1 h 27 min 42 s | + 1 min 20 s |
| 6                                   | Samuel Gaze          | Nouvelle-Zélande | 1 h 28 min 3 s  | + 1 min 41 s |
| 7                                   | Riley Amos           | États-Unis       | 1 h 28 min 8 s  | + 1 min 46 s |
| 8                                   | Charlie Aldridge     | Grande-Bretagne  | 1 h 28 min 32 s | + 2 min 10 s |
| 9                                   | Nino Schurter        | Suisse           | 1 h 28 min 44 s | + 2 min 22 s |
| 10                                  | David Valero         | Espagne          | 1 h 28 min 49 s | + 2 min 27 s |
| 11                                  | Martín Vidaurre      | Chili            | 1 h 29 min 0 s  | + 2 min 38 s |
| 12                                  | Simon Andreassen     | Danemark         | 1 h 29 min 5 s  | + 2 min 43 s |
| 13                                  | Christopher Blevins  | États-Unis       | 1 h 29 min 6 s  | + 2 min 44 s |
| 14                                  | Jordan Sarrou        | France           | 1 h 29 min 8 s  | + 2 min 46 s |
| 15                                  | Julian Schelb        | Allemagne        | 1 h 29 min 8 s  | + 2 min 46 s |
| 16                                  | Luca Schwarzbauer    | Allemagne        | 1 h 29 min 10 s | + 2 min 48 s |
| 17                                  | Mārtiņš Blūms        | Lettonie         | 1 h 29 min 11 s | + 2 min 49 s |
| 18                                  | Pierre de Froidmont  | Belgique         | 1 h 30 min 21 s | + 3 min 59 s |
| 19                                  | Simone Avondetto     | Italie           | 1 h 30 min 52 s | + 4 min 30 s |
| 20                                  | Knut Røhme           | Norvège          | 1 h 30 min 55 s | + 4 min 33 s |
| 21                                  | Ulan Bastos Galinski | Brésil           | 1 h 30 min 55 s | + 4 min 33 s |
| 22                                  | Maximilian Foidl     | Autriche         | 1 h 31 min 26 s | + 5 min 4 s  |
| 23                                  | Adair Gutiérrez      | Mexique          | 1 h 31 min 42 s | + 5 min 20 s |
| 24                                  | Jofre Cullell        | Espagne          | 1 h 32 min 13 s | + 5 min 51 s |
| 25                                  | Ondřej Cink          | Tchéquie         | 1 h 32 min 28 s | + 6 min 6 s  |
| 26                                  | Jens Schuermans      | Belgique         | 1 h 33 min 29 s | + 7 min 7 s  |
| 27                                  | Krzysztof Łukasik    | Pologne          | 1 h 33 min 55 s | + 7 min 33 s |
| 28                                  | Romano Puentener     | Liechtenstein    | 1 h 34 min 33 s | + 8 min 11 s |
| 29                                  | Tomer Zaltsman       | Israël           | 1 h 34 min 47 s | + 8 min 25 s |
| 30                                  | Gunnar Holmgren      | Canada           | 1 h 34 min 57 s | + 8 min 35 s |
| 31                                  | Diego Arias          | Colombie         | 1 h 35 min 13 s | + 8 min 51 s |
| 32                                  | Oleksandr Hudyma     | Ukraine          | à 1 tour        |              |
| 33                                  | Mi Jiujiang          | Chine            | à 2 tours       |              |
| 34                                  | Ede-Karoly Molnar    | Roumanie         | à 6 tours       |              |
| AB                                  | Alex Miller          | Namibie          | -               | -            |
| AB                                  | Joni Savaste         | Finlande         | -               | -            |